# Eddie Machen
Edward Mills "Eddie" Machen, född 15 juli 1932 i Redding i Kalifornien, död 8 augusti 1972 i San Francisco i Kalifornien, var en amerikansk professionell boxare. 
Machens amatörkarriär började 1952, men han hann bara med 3 matcher (2 knockout-vinster, 1 oavgjord) innan han dömdes till tre års fängelse för väpnat rån. Han kom tillbaka 1955 och vann sina första 10 matcher på knockout. Inte förrän i sin 25:e match kom hans första oavgjorda match – mot Zora Folley 1958. Hans största framgång under den här perioden var de två vinsterna mot Niño Valdés.
Machens största besvikelse kom i VM-kvalmatchen mot Ingemar Johansson 14 september 1958 på Nya Ullevi i Göteborg med förlust på knockout i första ronden. Den förlusten gjorde att han inte fick någon titelmatch mot Floyd Patterson.
Mellan 1959 och 1963 gick han 26 matcher och vann 22, förlorade 3 och hade en oavgjord. Under hösten 1962 lades han in på ett psykiatrisk sjukhus i Napa, Kalifornien efter att ha hotat att begå självmord, men skrevs ut i slutet av året. I juli 1964 förlorade han på poäng mot Floyd Patterson i en VM-kvalmatch i 12 ronder på Råsunda stadion i Solna där vinnaren skulle få möta Muhammad Ali. I sin enda titelmatch –  en match om WBAs mästartitel – i mars 1965 förlorade han också på poäng mot Ernie Terrell.
År 1967 gick Machen sina sista två matcher och förlorade båda. År 1968 blev han arresterad för andra gången efter ett bråk med en polisman. Eddie Machen dog i augusti 1972 i San Francisco efter att ha fallit ut från ett fönster. Orsaken till detta har inte kunnat fastslås.